# Романовский, Кирилл Андреевич
Кирилл Андреевич Романовский (род. 1 июля 1939 года) — советский самбист, 3-кратный чемпион СССР (1969, 1970, 1972), мастер спорта СССР международного класса, судья международной категории. В настоящий момент работает тренером секции самбо на кафедре физвоспитания НИЯУ МИФИ, доцент.

## Биография
Кирилл Романовский родился в Москве. Перед началом Великой Отечественной войны его отца Андрея Михайловича Романовского, доцента Энергетического института, по ложному доносу вместе с семьей сослали в Горно-Алтайск. В 1953 году Андрей Романовский умер, а семье разрешили вернуться в столицу СССР. После окончания школы Кирилл поступил в МВТУ им. Н. Э. Баумана, который закончил в 1961 году. На четвёртом курсе пришёл в институтскую секцию самбо, которой руководил Генрих Карлович Шульц. Генрих Шульц в это время ещё выступал как спортсмен.
В 1961 году Кирилл Романовский стал чемпионом Москвы и поехал на свой первый чемпионат СССР по самбо, где занял только 8-е место. Выступал в категориях до 85, 86, 90 и 93 кг. Был участником первой сборной СССР по самбо, но накануне первого чемпионата мира, который проходил в 1973 году в Тегеране, руководители сборной заменили его на олимпийского чемпиона по вольной борьбе Левана Тедиашвили. Последний раз на чемпионате СССР стал призёром в тридцать восемь лет.

## Спортивные результаты
- Чемпионат СССР по самбо 1963 года — ;
- Чемпионат СССР по самбо 1964 года — ;
- Чемпионат СССР по самбо 1968 года — ;
- Чемпионат СССР по самбо 1969 года — ;
- Чемпионат СССР по самбо 1970 года — ;
- Чемпионат СССР по самбо 1971 года — ;
- Чемпионат СССР по самбо 1972 года — ;
- Чемпионат СССР по самбо 1973 года — ;
- Чемпионат СССР по самбо 1974 года — ;
- Чемпионат СССР по самбо 1976 года — .